# Gauville-la-Campagne
Gauville-la-Campagne is een gemeente in het Franse departement Eure (regio Normandië) en telt 537 inwoners (1999). De plaats maakt deel uit van het arrondissement Évreux.

## Geografie
De oppervlakte van Gauville-la-Campagne bedraagt 6,2 km², de bevolkingsdichtheid is 86,6 inwoners per km².
De onderstaande kaart toont de ligging van Gauville-la-Campagne met de belangrijkste infrastructuur en aangrenzende gemeenten.

## Demografie
Onderstaande figuur toont het verloop van het inwonertal (bron: INSEE-tellingen).